# WCW World War 3
Cet article concerne l'évènement de catch. Pour le jeu vidéo, voir World War 3 (jeu vidéo).
World War 3 était un évènement télédiffusé de catch visible uniquement en paiement à la séance et aussi un type de match produit par la World Championship Wrestling en tant que sa réponse au Royal Rumble de la World Wrestling Federation. L'événement prenait place à chaque mois de novembre. Comme le Royal Rumble, le World War 3 match était organisé à l'évènement qui portait son nom. En 1999, il était remplacé par Mayhem.

## Règles du World War 3 match
Les règles pour un World War 3 match sont similaires à celle d'un Royal Rumble match. Il y a cependant deux différences majeures :
- Le WW3 match se déroule dans trois rings, chacun contenant 20 hommes.
- Tous les soixante hommes commençaient le match en même temps.

Les règles pour un World War 3 match étaient :
- Tous les soixante hommes se voyaient attribuer un ring spécifique au hasard avant le début du match.
- Le match débutait avec les soixante hommes, sur trois rings, quand la cloche sonnait.
- Un participant devait projeter son adversaire par-dessus la troisième corde, et ses deux pieds devaient toucher le sol en dehors du ring pour l'éliminer du match. Cette règle était changée en 1998 pour permettre des éliminations de n'importe quelle manière, avec le rajout des tombés et soumissions.
- Quand il restait trente hommes, ils se dirigeaient vers le ring central et le match se poursuivait. Cette règle était aussi éditée en 1998, désormais ceci s'appliquait quand il ne restait plus que quarante hommes.
- Le dernier hommes sur le ring était déclaré vainqueur.

Au World War 3 inaugural en 1995, le vainqueur se voyait remettre le vacant WCW World Heavyweight Championship (qui était The Giant). Les années suivantes, le vainqueur obtenait un match de championnat lors d'un évènement déterminé. Le vainqueur en 1996 The Giant obtenait ainsi un match pour le titre WCW à Souled Out 1997. Celui de 1997 Scott Hall à Uncensored 1998, et enfin le vainqueur en 1998 Kevin Nash, a obtenu un match de championnat à Starrcade le mois suivant.

## Historique

### 1995
World War 3 1995 s'est déroulé le 26 novembre 1995 au Norfolk Scope de Norfolk, Virginie.
- Johnny B. Badd def. Diamond Dallas Page pour conserver le WCW World Television Championship (12:35)
  - Badd a effectué le tombé sur Page après un leg drop.
  - Badd a aussi remporté les services de Kimberly Page.
- Big Bubba Rogers def. Jim Duggan dans un Taped Fist match (10:08)
  - Rogers l'emportait par KO après avoir frappé Duggan avec une chaîne.
- Bull Nakano et Akira Hokuto (w/Sonny Onoo) def. Mayumi Ozaki et Cutie Suzuki (9:16)
  - Nakano a effectué le tombé sur Ozaki.
- Kensuke Sasaki (w/Sonny Onoo) def. Chris Benoit pour conserver le WCW United States Championship (10:00)
  - Sasaki a effectué le tombé sur Benoit après un brain buster.
- Lex Luger def. Randy Savage (5:28)
  - Luger a fait abandonner Savage avec un arm lock.
- Sting def. Ric Flair (14:30)
  - Sting a fait abandonner Flair avec le Scorpion Deathlock.
- Randy Savage a remporté une Bataille Royale de 60 hommes sur trois ring pour remporter le vacant WCW World Heavyweight Championship (29:40)
  - Les participants : Scott Armstrong, Steve Armstrong, Arn Anderson, Johnny B. Badd, Marcus Bagwell, Chris Benoit, Big Train Bart, Bunkhouse Buck, Cobra, Disco Inferno, Jim Duggan, Bobby Eaton, Ric Flair, The Giant, Eddie Guerrero, Hulk Hogan, Mr. JL, Chris Kanyon, Brian Knobbs, Kurasawa, Lex Luger, Joey Maggs, Meng, Hugh Morrus, Maxx Muscle, Scott Norton, One Man Gang, Paul Orndorff, Diamond Dallas Page, Buddy Lee Parker, Brian Pillman, Sgt. Craig Pittman, Stevie Ray, Lord Steven Regal, Scotty Riggs, Road Warrior Hawk, Big Bubba Rogers, Jerry Sags, Ricky Santana, Kensuke Sasaki, Shark, Fidel Sierra (en), Dick Slater, Mark Starr, Sting, Dave Sullivan, Kevin Sullivan, Super Assassins #1 et #2, Booker T, Squire David Taylor, Bobby Walker, VK Wallstreet, Pez Whatley, Mike Winner, Alex Wright, James Earl Wright, The Yeti, et Zodiac.
  - Les deux derniers participants étaient Savage & Hogan. Savage faisait passer Hogan sous les cordes. L'arbitre voyait Hogan au sol et en concluait qu'il a été éliminé.

### 1996
World War 3 1996 s'est déroulé le 24 novembre 1996 au Norfolk Scope de Norfolk, Virginie.
- The Ultimate Dragon def. Rey Misterio, Jr. pour conserver le J-Crown Championship (13:48)
  - Dragon a effectué le tombé sur Misterio après un Slingshot Powerbomb.
- Chris Jericho def. Nick Patrick (8:02)
  - Jericho a effectué le tombé sur Patrick après un superkick.
  - Jericho avait un bras d'attacher dans le dos pendant le match.
- The Giant def. Jeff Jarrett (6:05)
  - Giant a effectué le tombé sur Jarrett après un chokeslam.
- Harlem Heat (Booker T et Stevie Ray) (w/Sister Sherri) def. The Amazing French-Canadians (Jacques Rougeau et Pierre Ouelette) (w/Col. Robert Parker) (9:14)
  - Booker a effectué le tombé sur Oulette après un Harlem Hangover. Résultat, Sherri devait avoir un match avec Parker.
- Sister Sherri def. Col. Robert Parker par décompte à l'extérieur (1:30)
  - Parker était décompté à l'extérieur après qu'il partait aux vestiaires.
- Dean Malenko def. Psychosis pour conserver le WCW Cruiserweight Championship (14:33)
  - Malenko a effectué le tombé sur Psychosis avec un Sunset Flip.
- The Outsiders (Scott Hall et Kevin Nash) def. The Faces of Fear (Meng et The Barbarian) (w/Jimmy Hart) et The Nasty Boys (Brian Knobbs et Jerry Sags) dans un Triangle match pour conserver le WCW World Tag Team Championship (16:08)
  - Nash a effectué le tombé sur Knobbs après un Jacknife Powerbomb.
- The Giant a remporté une Bataille Royale de 60 hommes sur trois rings (28:21)
  - Les participants : Arn Anderson, Marcus Bagwell, The Barbarian, Chris Benoit, Big Bubba, Jack Boot, Bunkhouse Buck, Ciclope, Disco Inferno, Jim Duggan, Bobby Eaton, Mike Enos, Galaxy, Joe Gomez, Jimmy Graffiti, Johnny Grunge, Juventud Guerrera, Eddie Guerrero, Scott Hall, Prince Iaukea, Ice Train, Mr. JL, Jeff Jarrett, Chris Jericho, Kenny Kaos, Konnan, Lex Luger, Dean Malenko, Steve McMichael, Meng, Rey Misterio, Jr., Hugh Morrus, Kevin Nash, Scott Norton, Pierre Ouelette, Diamond Dallas Page, La Parka, Sgt. Craig Pittman, Jim Powers, Robbie Rage, Stevie Ray, Lord Steven Regal, The Renegade, Scotty Riggs, Roadblock, Jacques Rougeau, Tony Rumble, Mark Starr, Rick Steiner, Ron Studd, Kevin Sullivan, Syxx, Booker T, David Taylor, The Ultimo Dragon, Villano IV, Michael Wallstreet, Pez Whatley et Alex Wright.
  - Giant a éliminé en dernier Luger pour avoir une chance au WCW World Heavyweight Championship.

### 1997
World War 3 1997 s'est déorulé le 23 novembre 1997 au The Palace of Auburn Hills à Auburn Hills, Michigan.
- The Faces of Fear (Meng et The Barbarian) def. Glacier et Ernest Miller (en) (9:09)
  - Meng a effetcué le tombé sur Miller avec un Tongan Death Grip.
- Perry Saturn def. Disco Inferno pour conserver le WCW World Television Championship (8:19)
  - Saturn a fait abandonner Inferno avec le Rings of Saturn.
- Yuji Nagata (w/Sonny Onoo) def. Ultimo Dragon (12:45)
  - Nagata a effectué le tombé sur Dragon.
  - Si Dragon l'emportait, il gagnait 5 minutes tout seul avec Onoo.
- The Steiner Brothers (Rick et Scott) def. The Blue Bloods (Lord Steven Regal et Squire David Taylor) pour conserver le WCW World Tag Team Championship (9:45)
  - Rick a effectué le tombé sur Regal après un Steiner Bulldog.
- Raven def. Scotty Riggs dans un No Disqualification match (9:43)
  - Raven a effectué le tombé sur Riggs après un Evenflow DDT.
- Steve McMichael def. Alex Wright (3:36)
  - McMichael a effectué le tombé sur Wright après un Tombstone Piledriver.
- Eddie Guerrero def. Rey Misterio, Jr. pour conserver le WCW Cruiserweight Championship (12:42)
  - Guerrero a effectué le tombé sur Misterio après un Frog Splash.
- Curt Hennig def. Ric Flair pour conserver le WCW United States Championship (17:57)
  - Hennig a effectué le tombé sur Flair après l'avoir frappé avec le titre US.
- Scott Hall a remporté une Bataille Royale de 60 hommes sur trois rings (29:48)
  - Les participants : Chris Adams, Brad Armstrong, Marcus Bagwell, The Barbarian, Chris Benoit, Bobby Blaze, Booker T, Ciclope, Damien, El Dandy, Barry Darsow, Disco Inferno, Jim Duggan, Fit Finlay, Héctor Garza, The Giant, Glacier, Johnny Grunge, Juventud Guerrera, Chavo Guerrero, Jr., Eddie Guerrero, Curt Hennig, Hulk Hogan, Prince Iaukea, Chris Jericho, Lizmark, Jr., Lex Luger, Dean Malenko, Steve McMichael, Meng, Ernest Miller (en), Rey Misterio, Jr., Hugh Morrus, Mortis, Yuji Nagata, John Nord, Dallas Page, La Parka, Stevie Ray, Lord Steve Regal, The Renegade, Rocco Rock, Randy Savage, Silver King, Norman Smiley, Louie Spicolli, Rick Steiner, Scott Steiner, Super Calo, Squire David Taylor, Ray Traylor, Ultimo Dragon, Greg Valentine, Villano IV, Villano V, Vincent, Kendall Windham, Wrath et Alex Wright
  - Kevin Nash (déguisé en Sting) se rammenait avec une batte de baseball, causant l'élimination d'Hogan lui-même. "Sting" ensuite attaquait et éliminait Giant pour donner à Hall une chance pour le WCW World Heavyweight Championship à Uncensored 1998.

### 1998
World War 3 1998 s'est déroulé le 22 novembre 1998 au The Palace of Auburn Hills de Auburn Hills, Michigan.
- Wrath def. Glacier (8:22)
  - Wrath a effectué le tombé sur Glacier après un Meltdown.
- Stevie Ray (w/Vincent) def. Konnan par disqualification (6:55)
  - Konnan était disqualifié après avoir projeté l'arbitre Billy Silverman en dehors du ring.
- Ernest Miller (en) et Sonny Ono def. Perry Saturn et Kaz Hayashi (8:04)
  - Onoo a effectué le tombé sur Saturn après un Feliner de Miller.
- Billy Kidman def. Juventud Guerrera pour remporter le WCW Cruiserweight Championship (15:27)
  - Kidman a effectué le tombé sur Guerrera après un Shooting star press.
- Rick Steiner a combattu Scott Steiner (w/Buff Bagwell) pour un match nulcontest
  - Le match prenait fin quand Goldberg se rammenait et attaquait l'arbitre.
- Chris Jericho (w/Ralphus) def. Bobby Duncum, Jr. pour conserver le WCW World Television Championship (13:19)
  - Jericho a effectué le tombé sur Duncum après l'avoir frappé avec le titre TV.
- Kevin Nash a remporté une Bataille Royale de 60 hommes sur trois rings (22:33)
  - Les participants : Chris Adams, Chris Benoit, Bobby Blaze, Ciclope, Damien, El Dandy, Barry Darsow, The Disciple, Disco Inferno, Bobby Eaton, Mike Enos, Scott Hall, Héctor Garza, The Giant, Glacier, Juventud Guerrera, Chavo Guerrero, Jr., Eddie Guerrero, Hammer, Kenny Kaos, Kaz Hayashi, Horace Hogan, Barry Horowitz, Prince Iaukea, Chris Jericho, Kanyon, Billy Kidman, Konnan, Lenny Lane, Lex Luger, Lizmark, Jr., Lodi, Dean Malenko, Steve McMichael, Ernest Miller (en), Chip Minton, Rey Misterio, Jr., Scott Norton, La Parka, Buddy Lee Parker, Psicosis, Scott Putski, Stevie Ray, The Renegade, Scotty Riggs, Perry Saturn, Silver King, Norman Smiley, Scott Steiner, Super Calo, Johnny Swinger, Booker T, Tokyo Magnum, Villano V, Vincent, Kendall Windham, Wrath et Alex Wright
  - Nash a éliminé en dernier Hall pour avoir une chance pour le WCW World Heavyweight Championship à Starrcade 1998.
- Diamond Dallas Page def. Bret Hart pour conserver le WCW United States Championship (18:31)
  - Page a effectué le tombé sur Hart après un Diamond Cutter.